# Цагарелі Костянтин Соломонович
Костянтин Соломонович Цагарелі-Цагарейлішвілі (1884–1938) — грузинський дипломат. Консул Грузинської Демократичної Республіки в Харкові.

## Життєпис
Народився у 1885 році в Кутаїсі, в міщанській родині. Батько Соломон Цагарелі — займався швацькою справою, мав власний магазин. Навчався на юридичному факультеті Харківського університету. За політичну діяльність, яку розпочав як член РСДРП на Кавказі ще 1905 року, неодноразово потрапляв до суду в Харкові, Воронежі, Новочеркаську, Грозному. Напередодні революції в Росії він працював в управлінні Мер-Херсонської залізниці в Харкові.

## Консульська діяльність
Із заснуванням у Харкові восени 1918 р. грузинського консульства розпочав там роботу як висуванець громади на посаді віце-консула. Після захоплення влади більшовиками продовжив виконання своїх обов'язків, а в березні 1919 р. змінив консула Г. Георгобіані, за розпорядженням голови дипломатичної місії Грузинської Демократичної Республіки в Україні Віктора Тевзайї.
Костянтин Цагарелі отримав у цей час від грузинського дипломатичного представництва в РСФРР право на встановлення ділових стосунків із усіма державними і громадськими установами в Харкові та підвищення статусу до консула Грузинської Демократичної Республіки з дипломатичними повноваженнями. Штат консульства, секретарем у якому був рідний брат консула — Григорій Цагарелі, становив 7 осіб, а загальна чисельність із родинами — 22 особи.
20 лютого 1921 року Костянтин Цагарелі формально отримав повноваження генерального консула в Харкові з правом користуватися прямим зв'язком як у Раднаркомі, так і в центральному телеграфі для зносин із представниками Грузинської Демократичної Республіки в Одесі, Києві, Москві та грузинським урядом у Тифлісі. Через тиждень він отримав відповідне посвідчення від НКЗС УСРР.

## Репресії
25 лютого 1921 року більшовики захопили Грузію. В ніч з 8 на 9 березня 1921 року йому оголосити про домашній арешт згідно з ордером № 303/с від 8 березня. Напередодні з подібним формулюванням було заарештовано в Одесі консула Овсія Ушверідзе, але вже 11 березня його випустили, розглядаючи як приватну особу.
У 1930 році його перебування на консульській посаді й контакти з грузинською опозицією спричинили новий арешт. Він провів два місяці у в'язниці й вийшов на волю. Працював адвокатом у Харківській обласній колегії захисників.
У 1936 році чекісти слідчі матеріали об'єднували в групові справи, аби представити їх як «розгалужену мережу націоналістів, що діяла на всій території Союзу РСР». Роль змички грузинських і українських націоналістів у Харкові відвели Георгієві Наморадзе, колишньому секретареві ЦВК СРСР Авелю Єнукідзе і юрисконсультові Костянтину Цагарелі.
Восени 1937 року був знову заарештований. Йому висунули звинувачення у проведенні активної меншовицької діяльності, особистих зв'язках із українськими контрреволюційними колами та меншовиками Закавказзя. Підтримував зв'язки з Остапом Вишнею, Лесем Курбасом, Василем Вишиваним. Влаштовував гастролі в Харкові театру Сандро Ахметелі.
22 вересня 1938 року на закритому судовому засіданні його було визнано винним у скоєнні злочинів, передбачених статтями 54-1а, 54-8, 54-11 Карного кодексу УРСР. Засуджений до розстрілу, вирок було виконано негайно.